# Einkommensteuer (Niederlande)
Die Abgabenbelastung des Einkommens (niederländisch inkomstenbelasting) in den Niederlanden besteht aus der Lohnsteuer (niederländisch loonheffing) und sozialen Abgaben (staatliche Pension, Waisenrente und Versicherung für außerordentliche Krankheitskosten). 
Es gibt keine Steuerklassen und Steuerpflichtige werden individuell versteuert (kein Ehegattensplitting). Die Beiträge zu den Sozialversicherungen werden zusammen mit der Lohnsteuer vom Bruttolohn abgezogen. Die Beiträge zur Arbeitslosigkeitsversicherung werden durch den Arbeitgeber bezahlt, während die Beiträge zur Krankenversicherung vom Arbeitnehmer entrichtet werden müssen.

## Steuersätze
Die Einkommensgrenzen und Steuersätze für Jahreseinkommen ab dem 1. Januar 2015:

### Steuerpflichtige unter 65 Jahre
| von      | bis      | Einkommensteuer | Sozialabgaben | Total   |
| -------- | -------- | --------------- | ------------- | ------- |
| 0 €      | 19.822 € | 8,35 %          | 28,15 %       | 36,50 % |
| 19.822 € | 33.589 € | 13,85 %         | 28,15 %       | 42,00 % |
| 33.589 € | 57.585 € | 42,00 %         | 0,00 %        | 42,00 % |
| 57.585 € |          | 52,00 %         | 0,00 %        | 52,00 % |

### Steuerpflichtige über 65 Jahre
| von      | bis      | Einkommensteuer | Sozialabgaben | Total   |
| -------- | -------- | --------------- | ------------- | ------- |
| 0 €      | 19.822 € | 8,35 %          | 10,25 %       | 18,60 % |
| 19.822 € | 33.589 € | 13,85 %         | 10,25 %       | 24,10 % |
| 33.589 € | 57.585 € | 42,00 %         | 0,00 %        | 42,00 % |
| 57.585 € |          | 52,00 %         | 0,00 %        | 52,00 % |